# Gare de Commentry
Gare de Commentry vasútállomás Franciaországban, Commentry településen.

## Vasútvonalak
Az állomást az alábbi vasútvonalak érintik:
- Montluçon-Moulins-vasútvonal
- Commentry-Gannat-vasútvonal

## Kapcsolódó állomások
A vasútállomáshoz az alábbi állomások vannak a legközelebb:
- Gare de Montluçon-Rimard
- Gare de Lapeyrouse